# Gland (carte à jouer)
Pour les articles homonymes, voir Gland.

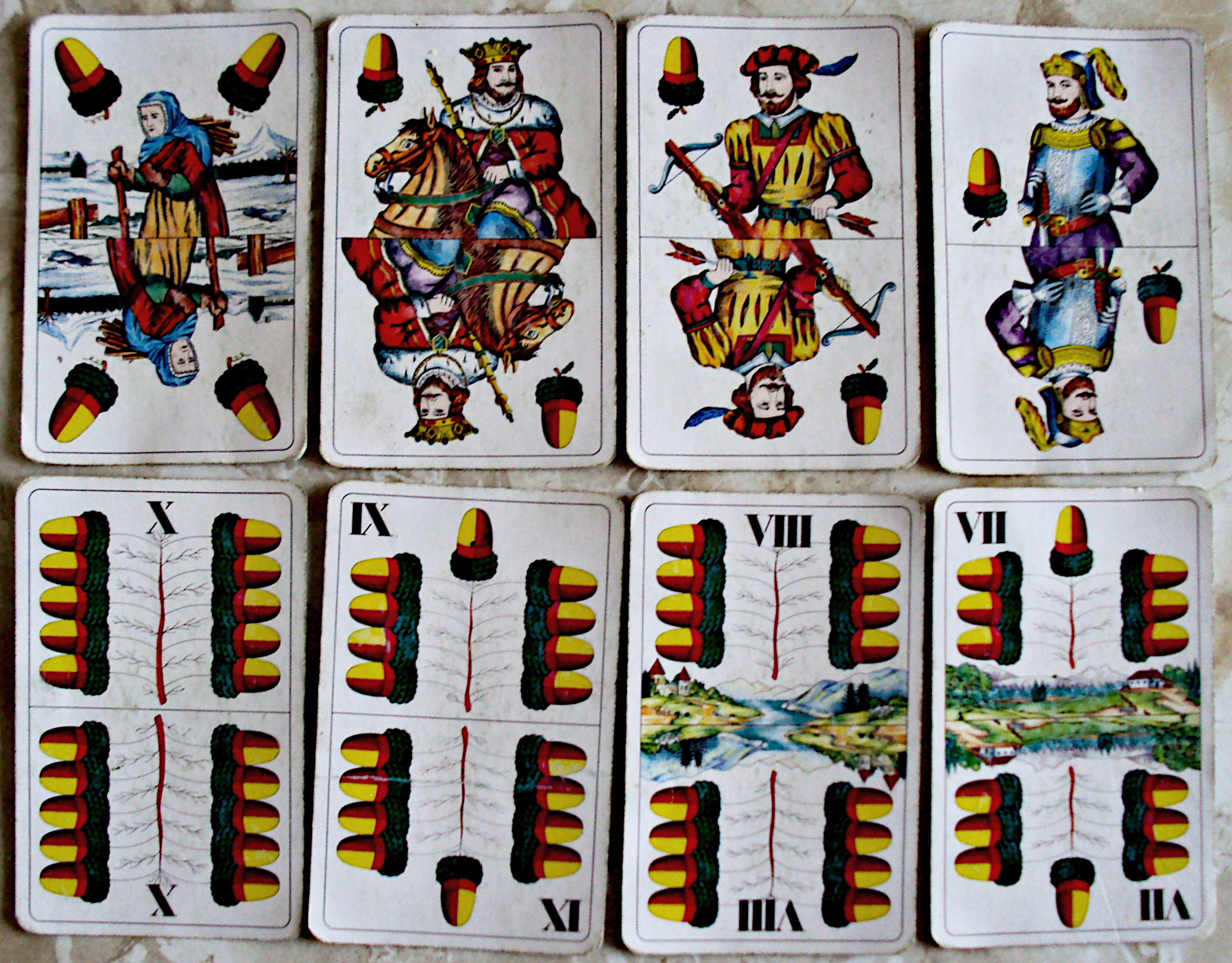
Les glands d'un jeu de cartes hongrois au portrait de Bavière.

Dans le domaine des jeux de cartes, le gland (Eichel en allemand, makk en hongrois) est l'une des quatre enseignes du jeu de cartes allemand avec la feuille, le cœur et le grelot. Il correspond au trèfle des enseignes françaises.

## Caractéristiques
Le gland est la plus forte couleur dans les jeux de Skat, de Doppelkopf et de Schafkopf (de), et la plus faible à la Préférence (de).

## Historique
L'enseigne de gland a pour origine l'enseigne du bâton des enseignes latines.